# Notalina flava
Notalina flava är en nattsländeart som först beskrevs av Georg Ulmer 1907.  Notalina flava ingår i släktet Notalina och familjen långhornssländor. Inga underarter finns listade i Catalogue of Life.